# پوملاتو
پوملاتو (انگلیسی: Pomellato) شرکت کالای لوکس ایتالیایی است، که در سال ۱۹۶۷ تأسیس شد.